# Mogens Krogh
Pour les articles homonymes, voir Krogh.
Mogens Krogh, né le 31 octobre 1963 à Hjørring au Danemark, est un footballeur danois.

## Carrière
- 1981-1991 : Ikast FS  Danemark
- 1991-2002 : Brøndby IF  Danemark

## Palmarès
- 10 sélections et 0 but avec l'équipe du Danemark entre 1992 et 1998.
- Vainqueur Championnat d'Europe de football en 1992
- Vainqueur Coupe des confédérations en 1995
- Championnat du Danemark
  - 1995–96, 1996–97, 1997–98, 2001–02
- Coupe du Danemark
  - 1993–94, 1997–98
- Supercoupe du Danemark
  - 1994, 1995, 1997, 2002